# Sisarahili Susua
Sisarahili Susua is een bestuurslaag in het regentschap Nias Selatan van de provincie Noord-Sumatra, Indonesië. Sisarahili Susua telt 968 inwoners (volkstelling 2010).